# كيلي ديكسون
كيلي ديكسون (بالإنجليزية: Kelly Dixon)‏ هي عالمة الإنسان ومؤرخة أمريكية، ولدت في 19 يونيو 1970.